# Loksa
Loksa é uma cidade estoniana localizada na região de Harjumaa.